# Меле (Горња Радгона)
Меле (словен. Mele) је насељено место у општини Горња Радгона, Помурска регија, Словенија.

## Историја
До територијалне реорганизације у Словенији било је у саставу старе општине Горња Радгона.

## Становништво
У попису становништва из 2011. године, Меле је имало 168 становника.
| Број становника према пописима | Број становника према пописима | Број становника према пописима |
| ------------------------------ | ------------------------------ | ------------------------------ |
| 1991                           | 2002                           | 2011                           |
| 189                            | 183                            | 168                            |

Напомена: Године 1984. и 2006. умањено за делове насеља који су припојени насељу Горња Радгона. Године 2011. повећан за део насеља Горња Радгона.